# Maria Zaniewska
Maria Zaniewska po mężu Bartaszewicz (ros. Мария Викторовна Заневская (Барташевич), ur. 29 czerwca 1934 we wsi Kaleniki w powiecie grodzieńskim (obecnie w rejonie grodzieńskim), zm. 28 czerwca 2009 w Świsłoczy) – przodownica pracy, dójka sowchozu w rejonie grodzieńskim, Bohater Pracy Socjalistycznej (1958).

## Życiorys
Urodziła się w polskiej rodzinie. W 1951 skończyła szkołę, po czym została dójką sowchozu Świsłocz w rejonie grodzieńskim. Za pozyskanie rekordowych ilości mleka od krów otrzymała tytuł Bohatera Pracy Socjalistycznej. Jako dójka pracowała do 1977, później przeszła na emeryturę. Mieszkała w miejscowości Świsłocz, gdzie zmarła.

## Odznaczenia
- Medal Sierp i Młot Bohatera Pracy Socjalistycznej (18 stycznia 1958)
- Order Lenina (18 stycznia 1958)
- Medal „Za pracowniczą dzielność” (25 grudnia 1959)

I inne.